# Myzostoma schultzeanum
Myzostoma schultzeanum is een ringworm uit de familie Myzostomatidae.
Myzostoma schultzeanum werd in 1858 voor het eerst wetenschappelijk beschreven door Diesing.